# Libythea myrrha
Libythea myrrha är en fjärilsart som beskrevs av Jean Baptiste Godart 1819. Libythea myrrha ingår i släktet Libythea och familjen praktfjärilar. Inga underarter finns listade i Catalogue of Life.

## Bildgalleri

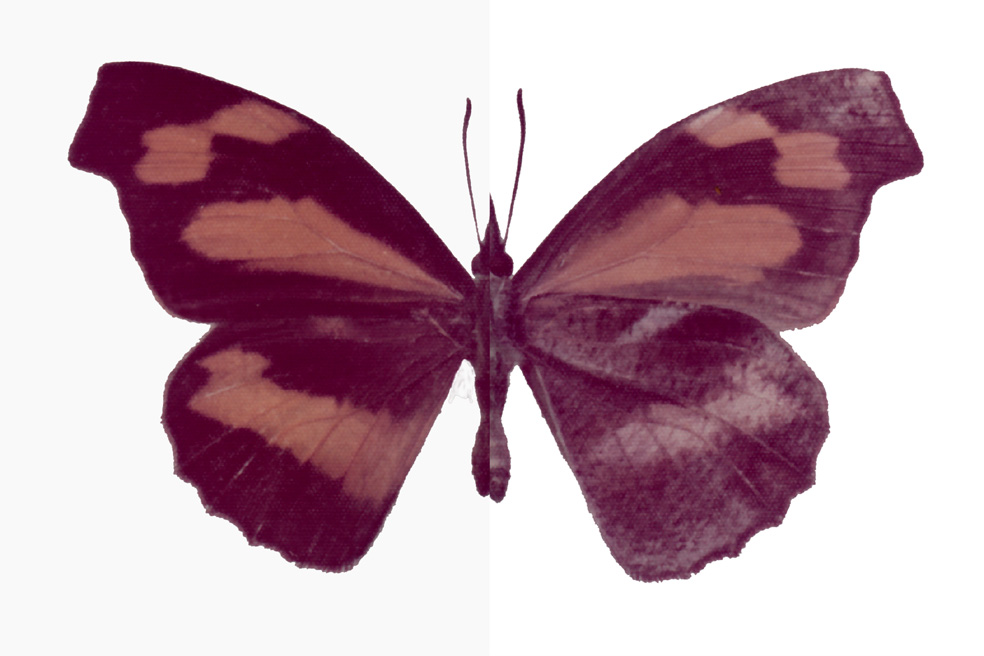
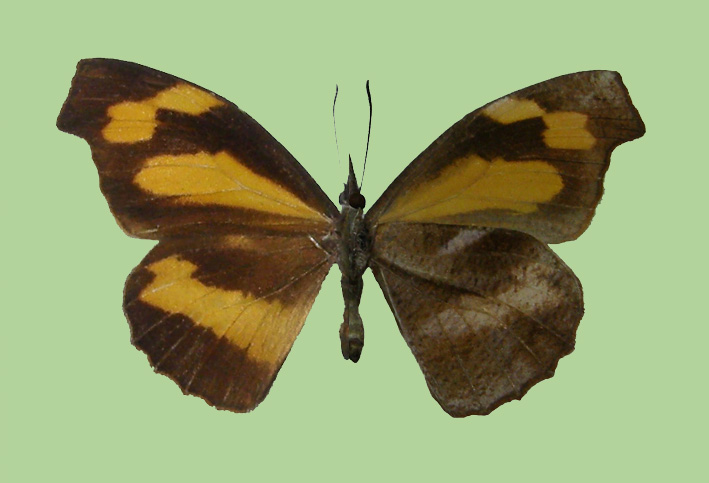
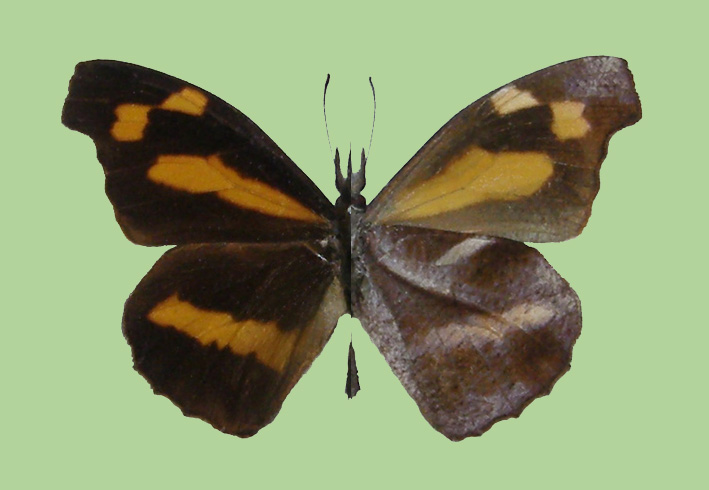
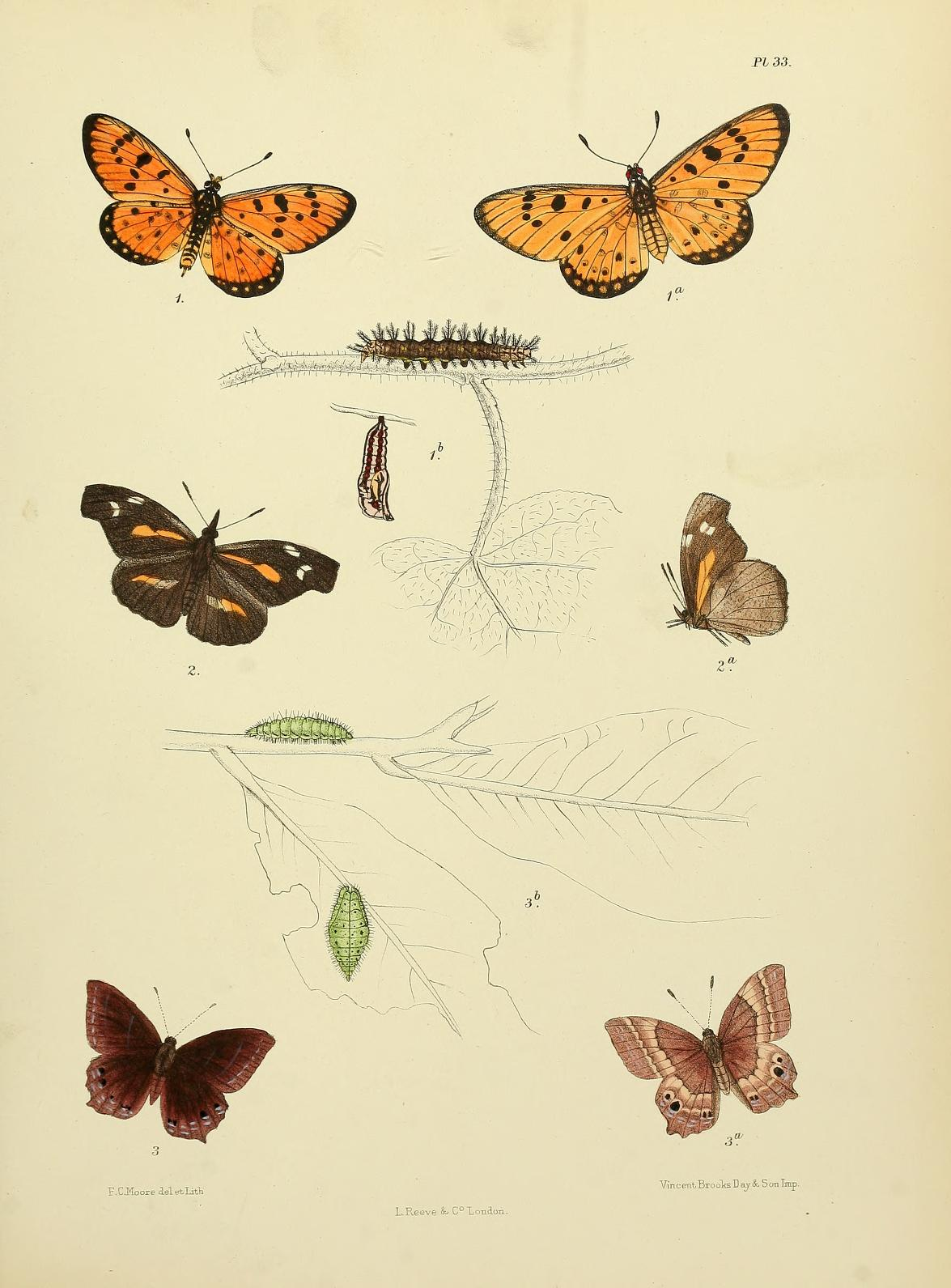